# Frank den Hollander
Frank den Hollander (1 de dezembro de 1956) é um matemático neerlandês.

## Formação e carreira
Frank den Hollander estudou física teórica na Universidade de Leiden, onde graduou-se e obteve um mestrado em 1980 e um doutorado em 1985, orientado por Pieter Kasteleyn, com a tese Random Walks on Random Lattices. No pós-doutorado esteve de 1985 a 1989 com Michael Keane na Universidade Técnica de Delft (TU Delft). Den Hollander foi de 1991 a 1994 professor associado na Universidade de Utrecht e de 1994 a 2000 professor de probabilidade e estatística na Universidade Radboud de Nijmegen. Foi de 2000 a 2005 professor da Universidade Tecnológica de Eindhoven (TU Eindhoven) e diretor científico do European Institute for Statistics, Probability, Stochastic Operations Research and its Applications (EURANDOM). Em 2005 tornou-se professor da Universidade de Leiden.
Foi palestrante convidado do Congresso Internacional de Matemáticos em Hyderabad (2010: A Key Large Deviation Principle for Interacting Stochastic Systems).
Em 2005 foi eleito membro da Academia Real das Artes e Ciências dos Países Baixos, em 2012 da American Mathematical Society, em 2013 do Institute of Mathematical Statistics. Em 2016 foi cavaleiro (knight) da Ordem do Leão Neerlandês.

## Publicações selecionadas
- Large Deviations. Col: Fields Institute Monographs 14. [S.l.]: AMS. 2000; 2008 reprint. [S.l.: s.n.]
- Random Polymers. Col: Lecture Notes in Mathematics 1974. [S.l.]: Springer. 2009
- com Anton Bovier: Metastability. Col: Grundlehren der mathematischen Wissenschaften 351. [S.l.]: Springer. 2015